# Agnes (Bourbon)
Agnes von Dampierre oder Agnes von Bourbon (* wohl 1237; † 7. September 1288) war ab 1262 Herrin von Bourbon und ab 1277 Gräfin von Artois. Sie war die jüngere Tochter von Archambault IX., Herr von Bourbon und Jolanthe von Châtillon, Gräfin von  Nevers, Auxerre und Tonnerre. 
Ihr Vater verheiratete Agnes und ihre Schwester Mathilde im Februar 1248 mit Mitgliedern des älteren Hauses Burgund, bevor er im August des gleichen Jahres mit Königs Ludwig IX. zum Sechsten Kreuzzug aufbrach. Die entsprechenden Heiratsverträge waren bereits im Februar 1237 aufgesetzt worden. Der Ehemann von Mathilde war Odo, Erbherzog von Burgund, derjenige von Agnes dessen jüngerer Bruder Johann, Graf von Charolais. 
Johann und Agnes hatten eine Tochter, Beatrix (Béatrice) (* wohl 1257; † 1. Oktober 1310), die im  Sommer 1272 Robert heiratete, seit 1269 Graf von Clermont-en-Beauvaisis, und ab der Hochzeit Herr von Bourbon. Robert und Beatrix sind die Stammeltern der Bourbonen.
Nach dem Tod ihrer Schwester Mathilde erbte Agnes 1262 die Herrschaft Bourbon. Sie erhielt auch einige Besitzungen im Nivernais. Ihr Gatte Johann starb am 29. September 1268. Agnes ließ ein Schloss in Nevers im Westen der dortigen Kathedrale errichten und mit den dazugehörigen Gebieten im November 1275 Jakobinern übereignen, die sich kurz zuvor in Nevers angesiedelt hatten, welche Schenkung der französische König Philipp IV. später bestätigte.
Neun Jahre nach Johanns Tod, 1277, heiratete Agnes in zweiter Ehe Robert II., Graf von Artois. Diese Ehe blieb kinderlos. Durch ein auf den 16. August 1278 datiertes Kodizill modifizierte Agnes ihr früheres Testament.
Agnes starb 1288 im Alter von etwa 50 Jahren und wurde im Couvent des Cordeliers de Champaigue bei Souvigny bestattet.